# يوجي فونياما
يوجي فونياما (باليابانية: 船山 祐二) مواليد 19 يناير 1985 في اليابان، هو لاعب كرة قدم ياباني. يلعب كلاعب وسط.

## مرحلة الشباب

### أندية لعب لها
- كاشيوا ريسول

## المسيرة الاحترافية

### أندية لعب لها
- كاشيما أنتلرز
- مونتيديو ياماغاتا
- أفيسبا فوكوكا

## روابط خارجية
- يوجي فونياما على موقع رابطة كرة القدم اليابانية للمحترفين (اليابانية)
- يوجي فونياما على موقع قاعدة بيانات كرة القدم.إي يو (الإنجليزية)
- يوجي فونياما على موقع Soccerway.com (الإنجليزية)
- يوجي فونياما على موقع عالم كرة القدم.نت (الإنجليزية)